# Ludwik Kamilewski
Ludwik Kamilewski (ur. 25 sierpnia 1946 w wiosce Andriejewka, rejon Szortandy, obwód akmoliński w Kazachstanie; zm. 21 stycznia 2019 w Łucku na Ukrainie) – polski ksiądz rzymskokatolicki. 
Święcenia kapłańskie przyjął w 1974 w Rydze. W latach 1974–1991 był wikariuszem w bazylice metropolitalnej we Lwowie. W dobie „pierestrojki” i na początku lat. 90. XX w. zasłużył się w dziele odzyskiwania kościołów dla potrzeb kultu religijnego w obwodzie lwowskim i wołyńskim. W latach 1991–1999 był proboszczem, a w 1991-2000 dziekan w Łucku w diecezji łuckiej na Wołyniu. Doprowadził do odzyskania katedry pod wezwaniem Trójcy Świętej i Świętych Apostołów Piotra i Pawła w Łucku oraz licznych kościołów na Wołyniu, m.in. słynnej kolegiaty w Ołyce dla wiernych obrządku łacińskiego. Położył wielkie zasługi w dziele odrodzenia Kościoła katolickiego na Wołyniu. W latach 1999–2000 był proboszczem parafii Kiwerce k. Łucka.
Od 2000 pracował w diecezji kijowsko-żytomierskiej. Przez rok był proboszczem kościoła katedralnego pw. św. Zofii w Żytomierzu, a następnie proboszczem parafii pw. św. Wacława w tym mieście, gdzie zrekonstruował świątynię parafialną przebudowaną na zakład masarski. Ponadto był dziekanem dekanatu żytomierskiego, który obejmuje 15 parafii. Odznaczony godnością kapelana Ojca św. i kanonika gremialnego Kapituły Metropolitalnej we Lwowie. Prałat. Kapelan Jego Świątobliwości. Nagrodzony Złotym Medalem Stowarzyszenia "Wspólnota Polska" (2007).
W 2011 został odznaczony Srebrnym Medalem „Zasłużony Kulturze Gloria Artis”.